# Andreu Domingo i Albós
Andreu Domingo i Albós (4 de gener 1942, Foradada, Lleida - 19 d'octubre 1997, Barcelona) fou un metge hematòleg pioner a l'Estat espanyol en el camp dels trasplantaments hematopoètics. El doctor Domingo i Albós i el seu equip van realitzar el primer trasplantament de moll d'os a Espanya l'any 1976, a l'Hospital de la Santa Creu i Sant Pau de Barcelona.
Fill de Josep Domingo Betriu, supervivent republicà de la Guerra Civil Espanyola empresonat al camp de concentració del seminari de Corban (Santander), i Consuelo Albós, Andreu era el segon de tres germans.
Va estudiar Medicina a la Universitat de Barcelona i posteriorment es va especialitzar en Medicina Interna a la Càtedra d'Agustín Pedro i Pons a l'Hospital Clínic i Provincial de Barcelona. Va prendre possessió d'una plaça com a professor de bioquímica a la UB el 1973.
Especialitzat en l'estudi de les malalties hematològiques i trastorns de la coagulació a l'escola Ferreres Valentí, el 1974 va fundar el departament d'Hematologia Clínica a l'Hospital de la Santa Creu i Sant Pau. Va ser ajudant de Josep Carreras en el camp de la Fisiologia especial. Va encapçalar un escrit de 250 metges per demanar una reforma profunda de l'Hospital Clínic de la UB.